# グアナバラ湾

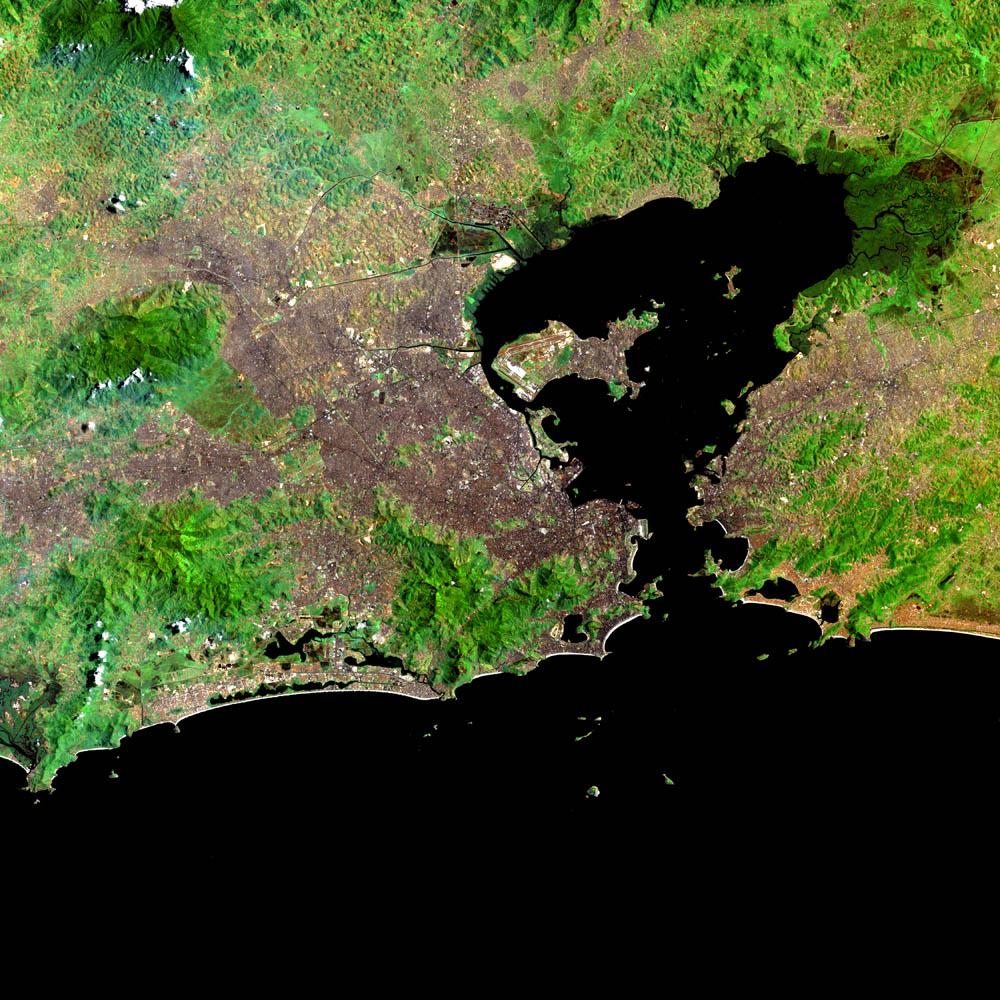
グアナバラ湾の衛星写真

グアナバラ湾（葡: Baía de Guanabara）は、大西洋に面した湾。ブラジルの南東部、リオデジャネイロ州に位置し、南北方向に31km、東西方向では最も広い場所で28kmある。湾の西岸にはリオデジャネイロ、北岸にマジェー、東岸にはニテロイなどの都市が位置する。湾内には130以上の島々がある多島海である。湾の中央部にリオ・ニテロイ橋が掛けられており、車で横断できる。湾の面積はブラジル国内ではバイーア州にあるトードス・オス・サントス湾に次いで二番目に広い。
湾の入り口は西側をポン・ヂ・アスーカル、東側をPico do Papagaioの二つの岩山に挟まれており、幅が約1,5kmしかなく、そのためポルトガル人に発見された当初は大きな川の河口と誤認された。「グアナバラ」の名称はトゥピ・グアラニー語族で「海が奥まった所」を意味する（goanã-pará）に由来する。
湾の北東部、マジェーからグアピミリン、サンゴンサロの北部にかけてはマングローブが広がるなど比較的豊かな自然が残されているものの、それ以外の場所では湾沿いに都市域が広がっている。また、ドゥケ・デ・カシアスには石油化学工場があるほか、同市には2012年に閉鎖されるまでラテンアメリカ最大規模のゴミ最終処分場といわれるジャルディングラマッチョがあるなど、環境への悪影響も問題視されている。このほか、湾の周辺の自治体（市）における下水の処理率の低さが大きな問題となっており、2012年においては処理率100％のニテロイを除き、リオデジャネイロ（49％）、サンゴンサロ（9.8％）、ドゥケ・デ・カシアス（10.5％）、ノヴァ・イグアス（0.4％）、マジェー(0％)というように、極めて深刻な状況にあることがうかがえる。1990年代には米州開発銀行、日本政府（JICA)の協力により湾内の水質改善事業が始まったものの、未だ完全な浄化には至っておらず、人により捨てられたゴミが大量に放置されており、犬や猫の死骸やテレビ、ソファ、靴などがあふれていて、地元生物学者から「巨大なトイレ」と呼ばれるありさまとなっている。